# Mihai Vardală
Mihai Vardală (* 1903; † unbekannt) war ein rumänischer Rugbyspieler.

## Erfolge
Mihai Vardală nahm an den Olympischen Sommerspielen 1924 in Paris teil, bei deren Rugbywettbewerb lediglich drei Mannschaften im Stade Olympique in Colombes antraten. In der ersten Partie gegen Frankreich unterlagen die Rumänen, nach unterschiedlichen Angaben, mit 3:63 oder 3:59, die einzigen Punkte erzielte Teodor Florian. Tags darauf verlor die rumänische Nationalmannschaft mit 0:37 auch die Begegnung gegen die Vereinigten Staaten. Vardală kam in den Partien auf der Position des Flügelstürmers gegen Frankreich und des Außendreiviertels gegen die Vereinigten Staaten zum Einsatz. Trotz der beiden klaren Niederlagen erhielten die Rumänen mangels weiterer teilnehmender Mannschaften als Drittplatzierte die Bronzemedaille und gewannen damit die erste Medaille in Rumäniens olympischer Geschichte. Neben Vardală gehörten noch Dumitru Armășel, Teodor Florian, Gheorghe Benția, Ion Gîrleșteanu, Nicolae Mărăscu, Teodor Marian, Sorin Mihăilescu, Paul Nedelcovici, Iosif Nemeș, Eugen Sfetescu, Mircea Sfetescu, Soare Sterian, Atanasie Tănăsescu, Paul Vidrașcu und Dumitru Volvoreanu zur Mannschaft.
In Rumänien spielte Vardală für den Bukarester Verein AP Stadiul Român București. Die beiden olympischen Partien waren seine einzigen beiden für die Nationalmannschaft.